# M. S. Bartlett
Maurice Stevenson Bartlett FRS (18 de junio de 1910 – 8 de enero de 2002) fue un estadístico inglés quién hizo contribuciones particulares al análisis de datos con patrones espaciales y temporales. Es también conocido por su trabajo en la teoría de inferencia estadística y en análisis multivariado.

## Biografía
Nacido en Londres, Bartlett creció en el seno de una familia pobre. Ganó una beca para la Escuela Superior Latymer en Hammersmith, donde se inspiró al estudio de la estadística por un capítulo en el álgebra de la sala y El Caballero. En 1929,  gana otra beca a la Facultad Queen, en Cambridge donde lee matemática, graduándose con el rango de wrangler. Asistió a las conferencias en estadística por John Wishart, y sobre relatividad por Arthur Eddington y en mecánica cuántica por Paul Dirac. En una de las conferencias de Wishartdonde  describió su derivada geométrica de la distribución Wishart. Por la noche Bartlett trabajó una prueba que utiliza funciones características.Así, Bartlett fue su primer estudiante de posgrado y ellos escribieron dos papeles juntos. Esto fue el principio de su implicancia con el análisis multivariado. Durante sus años de Queens, remaba para la universidad.
En 1933, Bartlett fue reclutado por Egon Pearson al nuevo Departamento de estadística en el University College, Londres. Pearson ya trabajaba con Jerzy Neyman. También en la universidad estaba Ronald A. Fisher Y J.B.S. Haldane. Bartlett estuvo estimulado por todos ellos, sobre todo por el trabajo de Fisher, criticar algunas de ellas (por ejemplo, la inferencia fiducial), mientras desarrollaban otras partes (por ejemplo, la inferencia condicional). Las relaciones entre los dos hombres fluctuaron; a veces Bartlett estaba en libros buenos de Fisher, pero a menudo no. En 1934, Bartlett devino estadístico en la Estación Agrícola de ICI en Jealott Hill. No sólo trataba problemas prácticos sino también en teoría estadística, así como en problemas en genética y también se interesó en la caracterización de la inteligencia. Recordaba a Jealott Hill como el mejor entorno laborable de su carrera. Bartlett dejó ICI para ir a la Universidad de Cambridge en 1938 y a principios de la Segunda Guerra Mundial fue movilizado al Ministerio de Suministro, conduciendo investigaciones de cohetes junto a Franco Anscombe, David Kendall y Pat Moran.
Después de la guerra Bartlett volvió a Cambridge al trabajo puntualmente de análisis de series y proceso estocástico. Con Jo Moyal planearon un libro sobre probabilidades, pero la colaboración no salió y Bartlett siguió adelante y publicó su libro propio en procesos estocásticos. Hizo un número de visitas a EE. UU. En 1947 fue profesor de estadística matemática en la Universidad de Mánchester donde no sólo desarrolló sus intereses en epidemiología y también sirvió como un administrador capaz y activo. En 1960, ocupó la silla de estadística en University College, Londres antes de servir los últimos ocho años de su vida académica como profesor de biomatemática en la Universidad de Oxford. Se retiró en 1975.
Después de jubilarse Bartlett siguió activo en estadística, visitando el Instituto de Estudios Avanzados en la Universidad Nacional australiana varias veces. Estaba casado con Sheila, hija de C. E. Chapman, en 1957, la pareja tuvo una hija. Bartlett murió en Exmouth, Devon.
Bartlett es reconocido por el método Bartlett para estimar espectro de poder; y, la prueba Bartlett  para homoscedasticidad.

## Honores
- Rayleigh Premio, (1933);
- Medallas de tipo en Plata (1952) y Oro (1969) de la Sociedad Estadística Real;
- Presidente del Mánchester Sociedad Estadística, (1959@–1960);
- Socio de la Sociedad Real, (1961);
- Presidente de la Sociedad Estadística Real (1966)
- Honorary Miembro del Instituto Estadístico Internacional, (1980);
- Extranjero Asociar de los EE. UU. Academia Nacional de Ciencias, (1993);
- D.sc.s De la Universidad de Chicago (1966) y la Universidad de Hull (1976).

## Obra

### Algunas piblicaciones
- (1933) con John Wishart, La distribución de segunda estadística de momento del orden en un sistema normal. Proc. Camb. Phil. Soc. 28, 455–459.

- (1933) En la teoría de regresión estadística. Proc. Real Soc. Edimburgo, 53, 260@–283.

- (1933) Probabilidad y posibilidad en la teoría de estadísticas. Proc. Real Soc. Londres Ser. Un 141 518@–534.

- (1934) La representación de vector de una muestra. Proc. Camb. Phil. Soc., 30, 327@–340.

- (1936) propiedades e información Estadísticas de suficiencia. Proc. Real Soc. Londres Ser., Un 154, 124@–137.

- (1937) Propiedades de suficiencia y pruebas estadísticas. Proc. Real Soc. Londres Ser. Un, 160, 268@–282. (reprinted Con una introducción por D. Un. S. Fraser S. Kotz & N. L. Johnson (eds) Breakthroughs en Estadísticas, volumen 1. Salmer, Nueva York. 1992.)

- (1938) Métodos de estimar factores mentales. Naturaleza, 141, 609@–610.

- (1939) Una nota en pruebas de importancia en multivariate análisis, en Proceedings del Cambridge Sociedad Filosófica

- (1941) La importancia estadística de correlación canónica. Biometrika.

- (1947) El uso de transformaciones. Biometría.

- (1948) factor Interno y externo análisis. Revista británica de Psychiatry.

- (1949) Cabiendo una línea recta cuándo ambas variables son temas a error. Biometría.

- (1949) La importancia estadística de "dispersó golpes" en experimentos que adivinan tarjeta. Proceedings De la Sociedad para Psychical Búsqueda, 48, 336@–338.

- (1950) Pruebas de importancia en multivariate análisis. Revista británica de Psicología Matemática y Estadística.

- (1950) Pruebas de importancia en análisis de factor. Revista británica de Psicología, 3, 77@–85.

### Libros
- Una Introducción a Procesos Estocásticos, (1955) ISBN 0-521-04116-3

- Modelos de Población estocástica en Ecología y Epidemiología, (1960) ISBN 0-416-52330-7

- Ensayos en Probabilidad y Estadística, (1962) ISBN 0-416-64880-0

- Probabilidad, Estadística y Tiempo, (1975) ISBN 0-412-14150-7

- El Análisis Estadístico de Patrón Espacial, (1976) ISBN 0-412-14290-2

- Seleccionó Papeles de M. S. Bartlett 3 vols. Editado por R.G. Stanton, E.D. Johnson, D.S. Meek. Winnipeg : Charles Babbage Centro de Búsqueda (1989).

## Autobiografía
- Ingram Olkin (1989) Una Conversación con Maurice Bartlett, Ciencia Estadística, 4, 151–163.

- "Chance y Cambio" en J. Gani (ed) (1982) El Haciendo de Estadísticos, Nueva York: Salmer-Verlag.

Varios estadísticos, incluyendo Bartlett, dieron sus historias de vida.